# دون هاو
دون هاو (بالإنجليزية: Don Howe)‏ (26 نوفمبر 1917 في المملكة المتحدة - 1978) هو لاعب كرة قدم بريطاني في مركز الدفاع. لعب مع بولتون واندررز.